# Wayne Jackson (muzikant)
Wayne Lamar Jackson (West Memphis (Arkansas), 24 november 1941 – Memphis (Tennessee), 21 juni 2016) was een Amerikaanse r&b- en soultrompettist, trombonist, songwriter en producent. Hij speelde trompet in de Mar-Keys, in de huisband bij Stax Records en later als een van The Memphis Horns, beschreven als misschien wel de beste soulhoornsectie ooit.

## Biografie
Jackson werd geboren in West Memphis, Arkansas, slechts een paar dagen na zijn muzikale partner Andrew Love, met wie hij bij Stax Records het kenmerkende hoorngeluid creëerde op hitrecords van Otis Redding, Sam & Dave en anderen. Jackson was ook de stem op de singuliere hit Last Night van de Mar-Keys, gedeeltelijk vanwege zijn nabijheid van de microfoon (Jackson was niet de stem op Last Night. Het was tenorsaxofonist Floyd Newman). Na jaren opnamen te hebben gemaakt bij Stax Records, verenigden ze zichzelf in The Memphis Horns en begonnen ze te freelancen, met opnamen van sessies voor artiesten als Neil Diamond, Elvis Presley, Al Green en Dusty Springfield. Het duo toerde ook met The Doobie Brothers, Jimmy Buffett, Robert Cray en tal van andere artiesten. In 2012 ontvingen The Memphis Horns een Grammy Lifetime Achievement Award voor buitengewone artistieke betekenis in muziek.

## Overlijden
Wayne Jackson overleed in juni 2016 op 74-jarige leeftijd aan congestief hartfalen. Zijn dood kwam na een aantal jaren van slechte gezondheid, waarin hij nog steeds een actief schema volhield door een inkomen te verdienen door gepersonaliseerde rondleidingen te geven in het Stax Museum of American Soul Music.

## Discografie
Met Luther Allison
- 1995, 1999: Live in Chicago (Alligator)

Met Otis Redding
- 1964: Pain in My Heart (Atco Records)
- 1965: The Great Otis Redding Sings Soul Ballads (Atco Records)
- 1965: Otis Blue: Otis Redding Sings Soul (Stax Records)
- 1966: The Soul Album (Stax Records)
- 1966: Complete & Unbelievable: The Otis Redding Dictionary of Soul (Stax Records)
- 1967: King & Queen (Stax Records)
- 1968: The Dock of the Bay (Stax Records)

Met Aretha Franklin
- 1968: Aretha Now (Atlantic Records)
- 1972: Young, Gifted and Black (Atlantic Records)
- 1973: Hey Now Hey (The Other Side of the Sky) (Atlantic Records)
- 1974: Met Everything I Feel in Me (Atlantic Records)

Met Rob Thomas
- 2010: Someday (Atlantic Records)

Met Mark Knopfler
- 2000: Sailing to Philadelphia (Mercury Records)

Met Wilson Pickett
- 1965: In the Midnight Hour (Atlantic Records)
- 1966: The Exciting Wilson Pickett (Atlantic Records)
- 1967: The Sound of Wilson Pickett (Atlantic Records)
- 1971: Don't Knock My Love (Atlantic Records)

Met Bonnie Raitt
- 1994: Longing in Their Hearts (Capitol Records)

Met Dan Penn
- 1994: Do Right Man (Sire Records)
- 2000: Blue Nite Lounge (Dandy Records)

Met B.B. King
- 1973: To Know You Is to Love You (ABC Records)
- 1974: Friends (ABC Records)

Met Mark Knopfler and Emmylou Harris
- 2006: All the Roadrunning (Mercury Records)

Met Neil Young
- 2005: Prairie Wind (Reprise Records)

Met Rita Coolidge
- 1997: Letting You Go Met Love (Victor)
- 1998: Thinkin' About You (404 Music Group)

Met Rod Stewart
- 2009: Soulbook (J Records)

Met Stephen Stills
- 1971: Stephen Stills 2 (Atlantic Records)

Met Rufus Thomas
- 1970: Do the Funky Chicken (Stax Records)

Met Eddie Floyd
- 1967: Knock on Wood (Stax Records)

Met Rodney Crowell
- 1986: Street Language (Columbia Records)

Met Sting
- 1996: Mercury Falling (A&M Records)

Met Billy Joel
- 1989: Storm Front (Columbia Records)

Met José Feliciano
- 1972: Memphis Menu (RCA Victor)

Met Tony Joe White
- 1971: Tony Joe White (Warner Bros. Records)
- 2006: Uncovered (Swamp Records)

Met Paul Young
- 1993: The Crossing (Columbia Records)

Met Peter Gabriel
- 1986: So (Geffen)
- 1992: Us (Real World Records)

Met Joe Cocker
- 1978: Luxury You Can Afford (Asylum Records)

Met Yvonne Elliman
- 1975: Rising Sun (RSO Records)

Met Lulu
- 1970: Melody Fair (Atco)

Met James Taylor
- 1971: Mud Slide Slim and the Blue Horizon (Warner Bros. Records)

Met William Bell
- 1967: The Soul of a Bell (Stax Records)
- 1969: Bound to Happen (Stax Records)
- 1974: Relating (Stax Records)

Met David Porter
- 1971: Victim of the Joke? An Opera (Enterprise Records)

Met Nicolette Larson
- 1979: In the Nick of Time (Warner Bros. Records)

Met Tom Rush
- 1974: Ladies Love Outlaws (Columbia Records)

Met Albert King
- 1967: Born Under a Bad Sign (Stax Records)

Met Jimmy Buffett
- 1986: Floridays (MCA Records)
- 1988: Hot Water (MCA Records)

Met Carla Thomas
- 1971: Love Means... (Stax Records)

Met John Prine
- 1975: Common Sense (Atlantic Records)

- Gemeinsame Normdatei: 135520797
- International Standard Name Identifier: 0000 0000 3684 5428
- Library of Congress Control Number: n2005054803
- MusicBrainz: e9929094-6c2a-4500-8fbe-6e9d54ae01d6
- Nationale Bibliotheek van Tsjechië: xx0082666
- Virtual International Authority File: 94756845